# Mimmo Palmara
Domenico „Mimmo” Palmara (ur. 25 lipca 1928 w Cagliari, zm. 10 czerwca 2016 w Rzymie) – włoski aktor filmowy i telewizyjny.

## Filmografia
- 1954: Zmysły jako żołnierz
- 1956: Wojna i pokój jako francuski oficer
- 1958: Herkules jako Ifitos, syn Peliasa (Ivo Garrani)
- 1959: Ostatnie dni Pompei (Gli ultimi giorni di Pompei) jako Galien
- 1959: Herkules i królowa Lidia jako  Polinik
- 1961: Kolos z Rodos jako Ares
- 1961: Ercole alla conquista di Atlantide jako Astor, wielki wezyr
- 1963: Sandokan, tygrys z Malezji
- 1964: Piraci z Malezji jako Tremal Naik
- 1970: Łobuz
- 1970: Miasto przemocy jako De Julis